# Jacques Népote
Jacques Népote (14 janvier 1943 - 26 janvier 2006) est un orientaliste français, docteur en ethnologie, docteur en histoire, et chercheur au CNRS.
Marié à Fanny Desmarres, professeur de littérature française, il est le père de trois enfants.
La majorité de ses travaux concernait le Cambodge (40 % de ses travaux), mais il a tout autant travaillé sur l'Asie du Sud-Est, l'Asie au sens large. Il a travaillé également sur l'histoire médiévale française. 